# Martînivka, Starokosteantîniv
Martînivka (în ucraineană Мартинівка) este un sat în comuna Vîșnopil din raionul Starokosteantîniv, regiunea Hmelnîțkîi, Ucraina.

## Demografie
Componența lingvistică a localității Martînivka
     Ucraineană (99,8%)
     Alte limbi (0,2%)
Conform recensământului din 2001, majoritatea populației localității Martînivka era vorbitoare de ucraineană (99,8%), existând în minoritate și vorbitori de alte limbi.